# Mahinbanu Sultan
Mahinbanu Sultan, död 1562, var en persisk prinsessa. 
Hon var syster till Tamasp I. Hon gifte sig aldrig. Hon hade stort inflytande under sin brors regeringstid 1540–62, då hon öppet fungerade som hans politiska rådgivare.  